# 요도바시 카메라

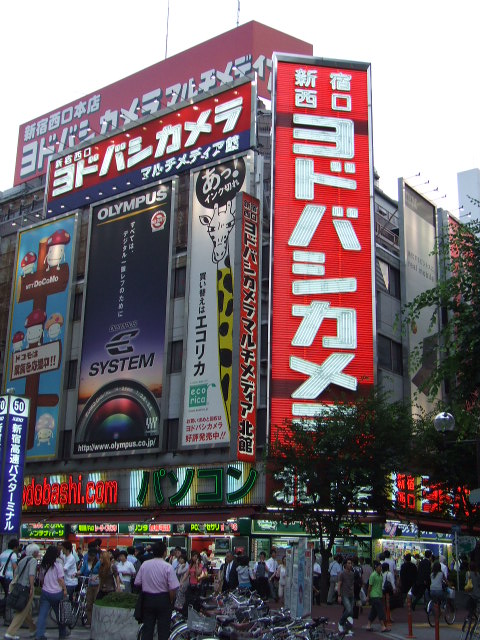
신주쿠구의 요도바시 카메라

요도바시 카메라(일본어: ヨドバシカメラ, 영어: Yodobashi Camera)는 가전 · 컴퓨터 · 카메라 · 사진 용품 등을 판매하는 일본의 가전제품 소매업체이다. 본사는 도쿄도 신주쿠구에 있다.
가전제품 판매업체 중 매출액은 일본 4위, 온라인 쇼핑에서는 아마존에 이어 일본 2위이다.

## 개요
1960년에 후지사와 테루카즈가 후지사와 사진상회를 창업한 것이 요도바시카메라의 원점이다. 기업명은 신주쿠 서쪽출구 본점이 있는 니시신주쿠의 옛 지명인 요도바시에서 유래하였다.
창업 당초는 기업명대로 카메라나 사진 용품을 주력 상품으로 하고 있었다. 창업 당초의 신주쿠, 우에노, 요코하마에의 출점 형태는, 교통이 매우 편리한 터미널역 앞의 일등지의 비교적 소규모의 빌딩에서 입구를 개방해, 플로어 전체에 다수의 상품을 동시에 진열해, 대량 염가 판매하는 수법을 채택해, 귀에 남기 쉬운 간단한 가사를 바꾼 노래를 TV광고로 흘려 지명도를 높였다.
당시의 선전에서는 가게 이름에 '신주쿠 서쪽출구(新宿西口)'를 붙여, 지리를 모르는 손님에게도 부담없이 갈 수 있는 가게로서 선전했다. 당시의 카메라는 1대수 십만엔이나 하는 고급품이 많아, 다소의 교통비나 시간을 희생해도 시장 가격보다 몇 만엔이나 싸면 충분히 가치가 있고, 덧붙여 상품의 비교 검토를 할 수 있는 우위성이 소비자에게 침투했다.
이후에는 가전제품, PC, AV(오디오비주얼)제품, 완구, 명품, 잡지류 등 취급 품목을 대폭 확대했다.
센다이역 앞의 국철 청산 사업단의 화물 야드 철거지를 매수해, 종래의 센다이역 앞점과 센다이 동쪽출구점을 통합해 신축 이전한 멀티미디어 센다이(1997년 3월)를 시작으로, 종래보다 점포 면적과 취급 품목을 큰폭으로 늘린 멀티미디어관이라고 불리는 형태로 이행했다.
2001년에 오사카역 북쪽출구에 개업한 요도바시 카메라 멀티미디어 우메다는 매상고 1000억엔 이상을 자랑하는 거대 복합 상업 시설이며, 가전 양판점으로서는 일본 제일의 매상이다.

## 특징
1998년부터 온라인 쇼핑 「Yodobashi.com (당초는 Yodobashi.co.jp )」를 개설해, 2023년 시점에서 배송료는 모두 무료로 지정 지역에서는 당일 배송을 하고 있다. 온라인 쇼핑에서는 현재 Amazon.co.jp 에 이은 일본 국내 2위이지만 1위 Amazon.co.jp 와의 매상고의 차이는 10배 이상이다.
온라인 쇼핑에서는 2015년 7월 기준으로 370만 품목을 취급하고 있으며, 매상도 해마다 증가하고 있다. 성장의 배경은 취급 품목수의 증가 뿐만 아니라, 건전지 1개부터 원칙 배송료 무료인 것이나, 독자적인 물류망이 큰 역할을 하고 있다.
원래 실제 점포에서 역 근처에 출점하는 레일 사이드 전략을 취하고 있던 것부터, 상품을 가지고 돌아갈 기회가 적고 지가가 높은 역 앞에 있는 점포에 재고를 가지는 의미가 희미했던 대형 가전제품에 대해서, 물류 센터로부터 각 가정에 직송할 태세를 구축하고 있었지만, 통판 부문에서도 그 인프라를 이용하는 것으로 대형 제품의 당일 배송을 실현해, 한층 더 규모의 확충을 진행시키고 있다.
요도바시 카메라의 매장에서는 전용 앱으로 읽을 수 있는 바코드를 설치해, yodobashi.com 에서의 판매 가격과 다른 EC사이트와의 판매 가격을 비교해 용이하게 주문이 가능한 구조를 구축하고 있는 것 외에 2015년에는 요도바시 익스프레스 메일편이라고 칭해, 자사 물류망을 활용해 배송에 대해서도 자사편으로 해, 무료이면서 주문으로부터 최단으로 6시간 이내에 도착해, 부재시에도 우편함에 투함하는 서비스를 도쿄도의 일부에서 시행적으로 개시해, 2016년 9월 15일에 요도바시 익스트림으로 정식 서비스에 들어갔다.
현재 온라인 쇼핑의 편의성 향상에 따라 매장에서 알아보고 인터넷으로 주문하는 쇼루밍이라는 구매 행동도 행해지도록 되어 있지만, 요도바시 카메라에 있어서는 Wi-Fi의 무료 개방과 함께 스마트폰에서의 매장 내 촬영 및 SNS 투고가 공서양속의 범위 내에서 공식적으로 인정되고 있다.
요도바시 카메라의 상품가격만으로 보면 다른 EC사이트에 미치지 못하고 불리하지만, 다른 EC사이트에서 현저한 트러블(발송의 지연, 보증 책임의 소재, 가짜 명품의 혼재등)의 걱정이 없는 요도바시카메라로서의 신용과 스케일 메리트를 최대한 살려, 소규모 EC사이트에서는 도저히 할 수 없는 배송 부문의 강화를 함으로써, 민폐일 뿐이라고까지 말해졌던 쇼루밍 고객조차도 요도바시 카메라의 고객으로서 환류시키는 구조가 되고 있다.
게다가 일용품, 식품, 서적, 의약품 등까지 취급해 품목을 확대하고 있는 것으로부터, 다른 대기업 EC사이트, 온라인 슈퍼마켓, 온라인 서점, 온라인 드러그 스토어등의 고객층에의 잠식도 노리고 있다.
외국인 관광객도 많이 방문하기 때문에 특히 도쿄, 오사카 등 관광지에 있는 점포는 다국어 안내방송이 상시적으로 나오고 영어, 중국어 등 외국어가 가능한 점원을 배치하고 있는 경우가 많다.
대규모 가전제품 판매 체인점은 가격 인하 협상이 가능하고, 요도바시 카메라도 예외는 아니다. 특히 대기업의 라이벌 점포보다 가격이 비싼 경우는 동등하거나 그 이하로 가격을 인하해 주는 경우가 있다. 다른 온라인 쇼핑 사이트에서 더 싸게 파는 경우에도 협상하면 포인트를 포함한 실질적인 판매가격을 동등하거나 그 이하로 깎아주는 경우도 있지만 비교 대상이 아마존 등 오프라인 점포가 없는 경우는 어려울 수 있다. 이것은 가격대나 상품에 따라 다르기 때문에 케이스 바이 케이스이며, 반드시 가격 인하해 주는 것은 아니지만 교섭해 볼 가치는 있다.
가전 양판점으로서 처음으로 포인트 서비스를 도입했다고 여겨진다. 요도바시 카메라의 포인트 서비스는 '골드 포인트'라는 이름이다.
다른 대형 가전제품 판매업체와는 달리, 기업 매수나 합병에 의한 규모 확대를 실시하지 않고, 주식을 상장하지 않고, 매상고보다 이익을 중시하는 등의 경영 수법을 취하고 있다.

## 역사
- 1960년 4월 - 후지사와 테루카즈가 도쿄도 시부야구 혼마치에서 후지사와 사진상회를 창업
- 1967년 7월 4일 - 도쿄도 신주쿠구 요도바시(현 니시신주쿠)에서 주식회사 요도바시 사진상회를 설립
- 1974년 10월 - 주식회사 요도바시카메라로 기업명 변경
- 1975년 11월 - 신주쿠 서쪽출구 본점(현 멀티미디어 동관) 개점
- 2020년 7월 1일 - 창립자 후지사와 테루카즈가 회장으로 취임해, 장남인 후지사와 카즈노리 부사장이 사장으로 승격

## 점포
간토 지방을 거점으로 하고 있다. 점포망은 긴키 지방 보다 동쪽에 치우쳐 있어 주고쿠 지방과 시코쿠 지방에는 아직 출점하지 않고, 큐슈 지방은 후쿠오카의 1개 점포 밖에 없다. 2015년에 나고야에 진출함으로써 3대 도시권 모두에 진출했다.
레일 사이드 전략을 취하고 있어, 어느 점포도 철도역 근처에 있다. 라이벌인 빅카메라가 같은 형태를 취하고 있고, 교외형 점포가 주체인 야마다전기도 'LABI'라는 점포명으로 추종하고 있다.
요도바시 카메라는 상업시설 내 세입자로서 출점한 요도바시 나고야나 요도바시 우츠노미야등을 제외하고, 자사에서 토지를 취득해 빌딩을 건설하거나 건물의 철거지나 건물 자체를 매입하는 경우가 많아, 그룹 밖의 타사가 소유하는 건물에 세입자로서 입주하는 경우가 많은 빅카메라와는 출점 조건에 차이를 볼 수 있다.
또, 빅카메라는 코지마를 자회사화 하는 것으로 '코지마×빅카메라'로서 교외에 진출하고 있지만, 요도바시카메라는 자회사도 포함해 교외의 도로변에 출점하고 있지 않다.
2005년에 가와사키시 도노마치(킹 스카이 프론트)의 YAC가와사키를 시작으로 대형 유통 창고 「YAC(요도바시 어셈블리 센터)」를 복수 개설해, 재고와 물류의 최적화를 도모하고 있다.
창업 점포인 신주쿠 서쪽출구 본점은 멀티미디어관 북관 · 남관 · 동관을 시작으로 하는 13관 체제가 되고 있어 신주쿠 서쪽출구 일대의 넓은 범위에 점포가 있다. 요도바시 카메라는 신주쿠 동쪽출입구에도 '멀티미디어 신주쿠 동쪽출구'를 입점시켰다.
1997년의 '멀티미디어 센다이' 개점 이후에는 '멀티미디어'를 사용하는 대형점 업태에서의 출점이 되었다. 기존점도 대부분 멀티미디어 업태로 리모델링되어 2016년 3월 기준, '멀티미디어'를 붙이지 않는 점포는 신주쿠 서쪽출구 본점, 하치오지점, 치바점 뿐이다.
멀티미디어 케이큐 가미오오카(게이큐 백화점내) 등 역 빌딩에의 출점이나 역전 입지를 살린 점포를 속속 개점하는 가운데, 1997년에 오사카역 북쪽지구의 구 국철 오사카철도 관리국 철거지의 토지를 국철 청산 사업단으로부터 1010억엔으로 경매해, 2001년 11월에 총액 1500억엔을 투자해 오사카역 앞에 요도바시 우메다를 자사 물건으로서 준공, 개점했다.
요도바시 우메다는 요도바시 카메라 멀티미디어 우메다를 핵심 점포로서 전문점가나 음식점가도 입주하는 대형 쇼핑 센터가 되고 있다. 핵심 점포인 멀티미디어 우메다는 1000억엔 이상의 연간 매상이 있어, 단독 점포의 매상으로서는 일본 제일이다. 2019년 북쪽 평면 주차장 터에 요도바시 우메다 타워가 완공되었다.

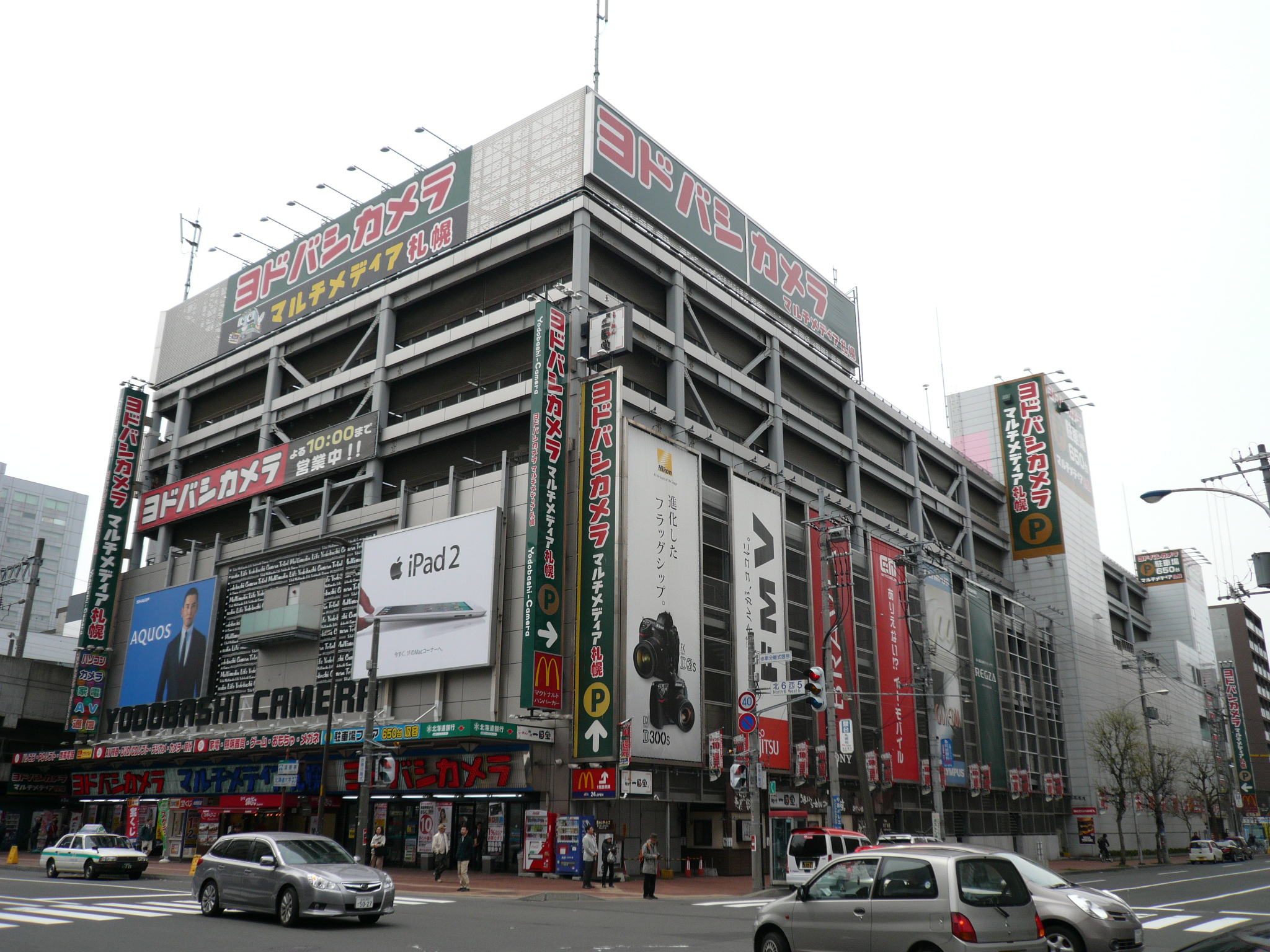
멀티미디어 삿포로
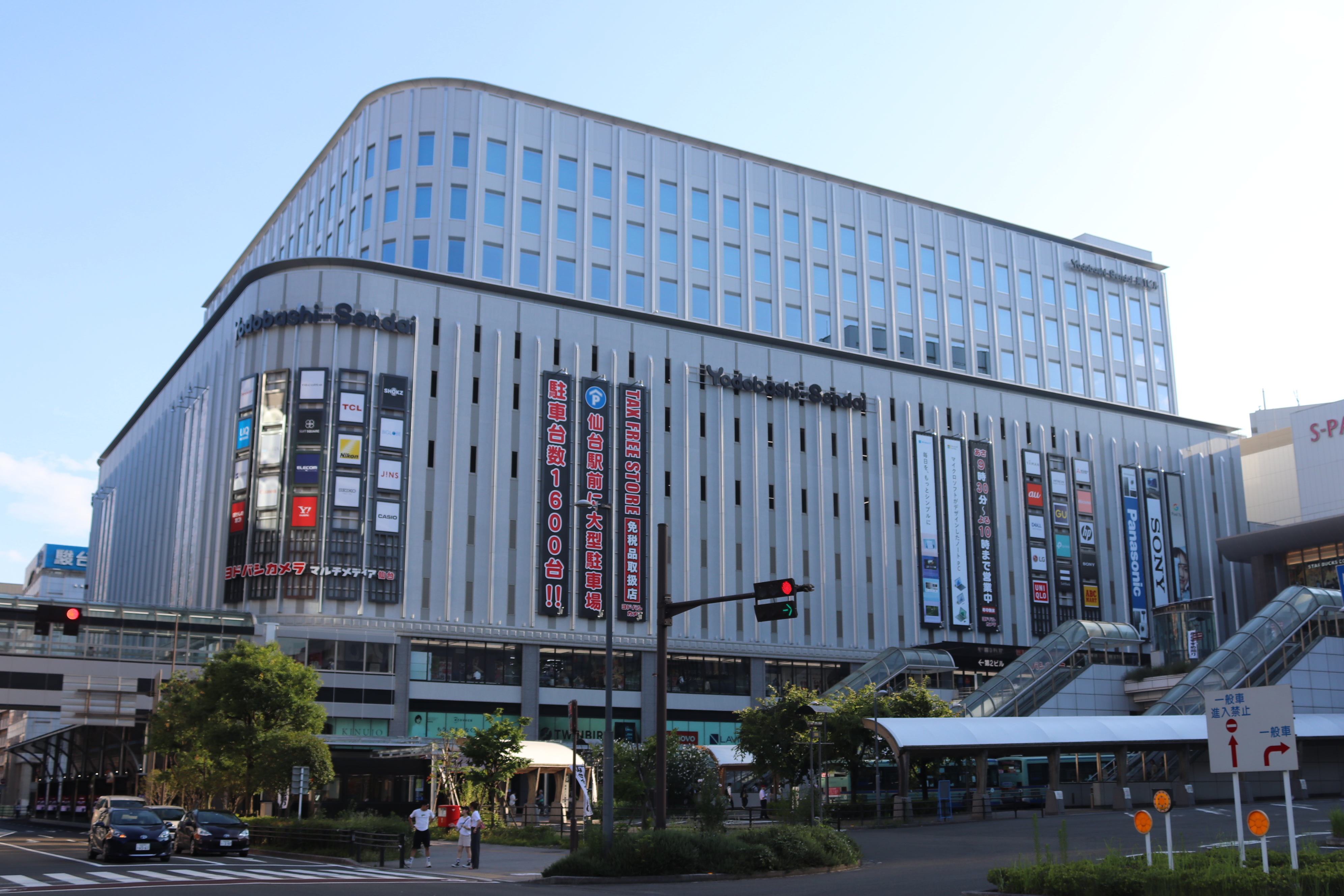
멀티미디어 센다이
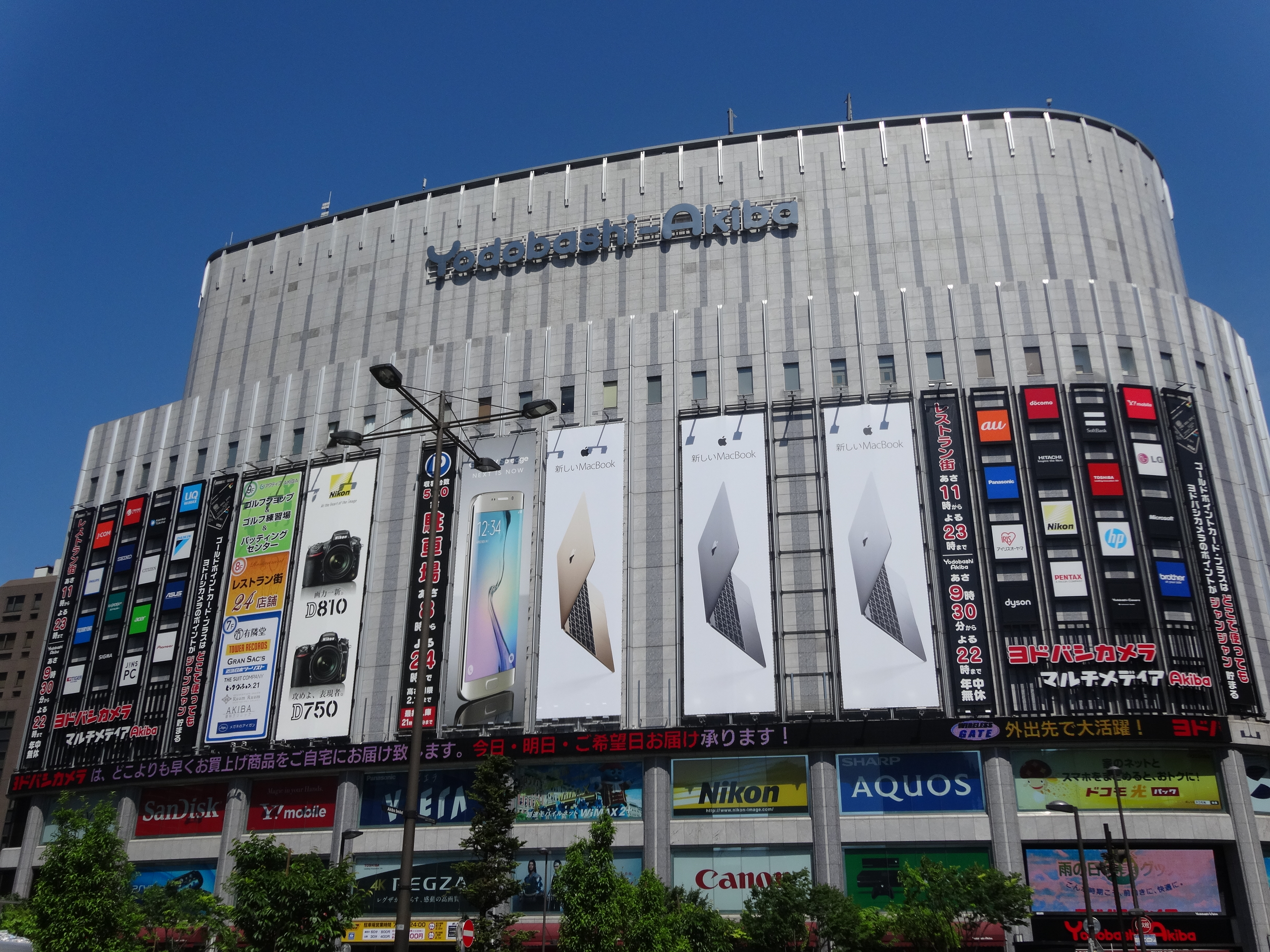
멀티미디어 Akiba
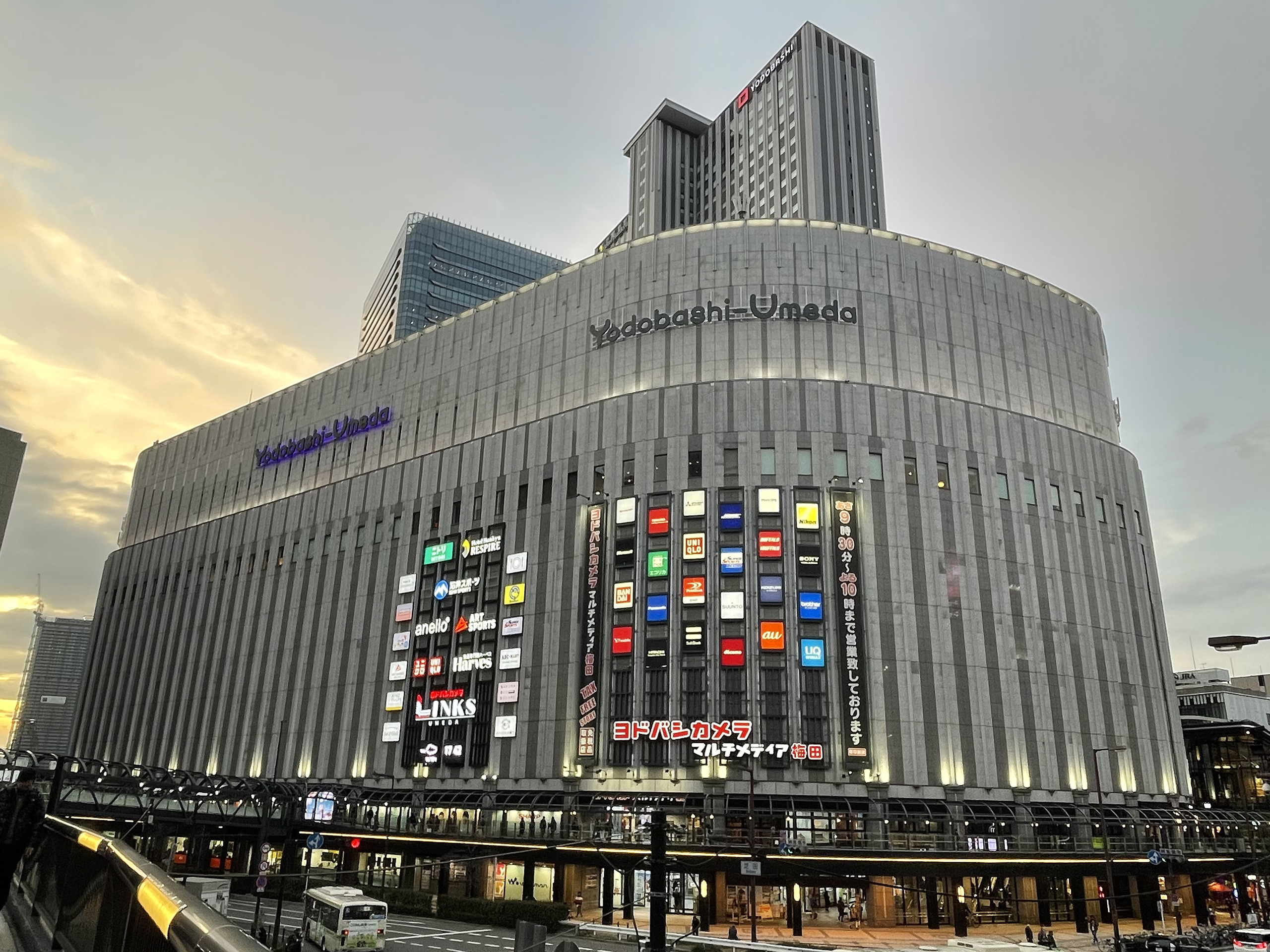
멀티미디어 우메다
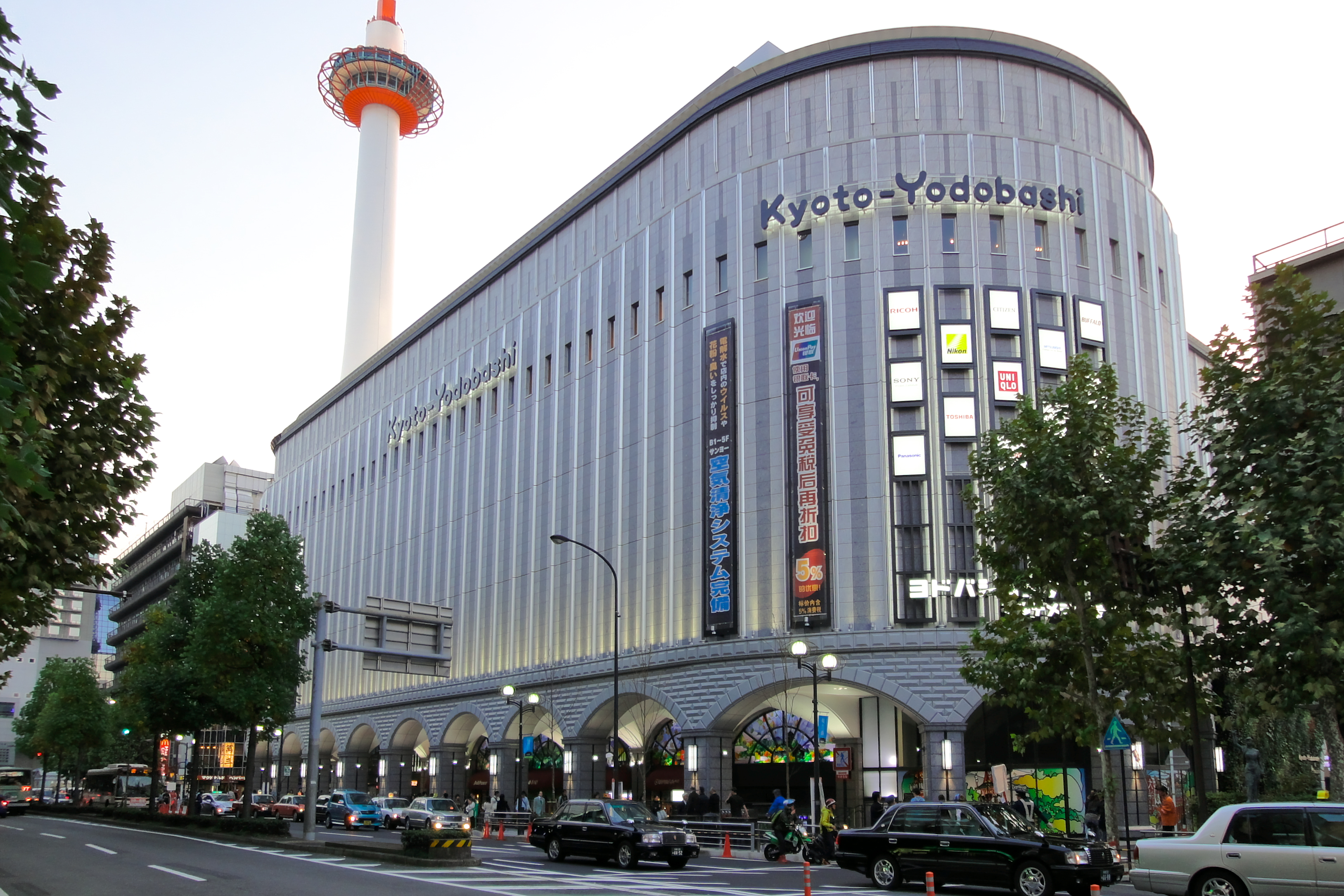
멀티미디어 교토

## 서비스

### 골드 포인트
매장에서 '골드 포인트 카드'로 불리는 입회금, 연회비 무료인 포인트 카드를 발급하고 있으며, 이를 제시하면 구매 금액에 따른 포인트를 적립할 수 있다. 요도바시 카메라의 스마트폰용 앱에서도 포인트 카드 기능을 이용할 수 있다. 적립된 포인트는 다음 구매 시 1포인트 1엔어치로 사용할 수 있다. 마지막 이용으로부터 2년이 경과하면 포인트가 상실된다(카드 자체는 그대로 사용 가능).
포인트 환원율은 상품과 지불 방법에 따라 다르다. 점포에서 구입한 경우는 원칙적으로 현금 결제와 Suica, PASMO 등 교통카드 결제, 라쿠텐Edy는 기본 10% 포인트가 환원되지만 신용카드와 iD, QUICPay를 통한 결제는 8%로 떨어진다.
단, 요도바시 카메라의 신용카드인 '골드 포인트카드 플러스'(입회비·연회비 무료)의 경우 기본 10% 포인트에 더해 신용카드 쇼핑 이용분 1%가 부여되어 총 11%가 되므로 이득이다. 또 스마트폰용 앱 '요도바시 골드포인트 카드'를 이용하면 어떤 신용카드로 결제해도 10% 포인트가 부여되므로 앱 이용을 추천한다. 현재로서는 PayPay, LINEPay 등 모바일 결제는 사용할 수 없다. 단, 애플 페이, 구글 페이는 사용할 수 있다.
주의할 점으로 애플제품은 1~5%, 서적은 3%, 닌텐도 스위치 시리즈 본체는 1%, 그 이외의 가정용 게임기는 5% 등 일부 환원율이 낮은 상품이 있다.

### 요도바시 익스트림
온라인 쇼핑인 yodobashi.com 에서 주문한 일부 지정 상품에 한해 자사에서 최단 2시간 30분 이내에 무료로 배송하는 서비스다. 대상 상품은 요도바시닷컴의 취급 상품 약 456만 품목 중 약 43만 품목이다.
2016년 9월 15일에 개시한 당초는 도쿄23구, 무사시노시, 미타카시, 조후시, 코마에시의 일부 지역이었다. 이를 위해 13곳에 전용 서비스 거점을 개설하고 300여대의 배달 서비스 차량과 지역 전담 인력을 배치했다. 현재는 여기에 가세해 마치다시, 카나가와현 요코하마시, 카와사키시, 사가미하라시의 일부 지역과 니가타시, 고후시, 센다이시, 삿포로시, 오사카시, 교토시, 후쿠오카시의 일부 지역이 대상 지역이 되고 있다.
배송은 자사의 경차 왜건이나 삼륜 오토바이 등 소형의 차량으로 하고 있다. 배달원은 정규직이거나 계약직이며 전용 교복을 착용하고 있다. 배송 예정, 완료를 실시간으로 이메일로 전송된다. 소형 상품은 수령 사인이 필요 없으며 우편함에 보관된다.
배송을 타사에 의뢰하면 물류 거점 등에서의 집하나 구분에 의해 시간이나 비용이 발생하지만, 자사의 물류센터에서 직접 발송함으로써 지역에 따라서는 주문으로부터 30분만에 도착하는 경우도 있을 정도의 스피드 배송이 가능해졌다.

### 인터넷 주문, 매장에서 수령 서비스
요도바시닷컴에서 주문한 상품을 매장에서 받을 수 있다. 수령 희망 점포에 재고가 없더라도 다른 점포에 재고가 있으면 요청 주문을 하고 원하는 점포에서 수령할 수 있다. 모든 점포에 재고가 없는 경우는 구입처에서 주문하고, 입고되면 메일로 연락이 간다.
멀티미디어 Akiba, 멀티미디어 우메다, 멀티미디어 하카타의 3개 점포는 24시간, 그 외의 점포에서는 영업시간 중 원하는 시간에 상품을 받을 수 있다. 24시간 수령이 가능한 3개 점포에는 영업시간 외 수령 전용 창구가 있다.

### 연장보증 (골드포인트 워런티)
매장에서만 받을 수 있는 연장 보증 제도이다. 구매금액의 5%분의 골드포인트로 5년간 자연고장 수리대금을 1회에 한해 부담한다. 부담 금액은 1년 미만이 구매금액의 100%, 2년차가 80%, 3년차가 70%, 4년차가 60%, 5년차가 50%가 된다. 출장 수리의 경우 일단 수리비를 지불하고 나중에 매장에서 포인트로 반환된다.
일부 상품을 제외하고 10,000엔 이상(세금 포함) 제품에 적용된다. 에어컨, 냉장고, 14V형 이상 TV, 세탁기는 보증기간 동안 몇 번이라도 전액 부담한다. 또한 출장 수리가 가능하다.
2007년 2월 14일부터 수리에 사용할 수 있는 포인트인 애프터서비스 포인트 서비스가 개시되었다. 골드포인트 회원이 요도바시 카메라 각 매장에서 쇼핑을 하면 통상적인 포인트와 별도로 환원된다. 한 달간의 포인트 충당을 제외한 총 이용금액의 1%가 익월 10일께 환원된다. 적립된 애프터서비스 포인트는 1포인트 1엔으로 수리 등의 요금으로 사용할 수 있다. 덧붙여 애프터서비스 포인트의 유효기간은 5년간이다. 2012년 3월 31일 구입분으로 신규 가산은 종료되었다.

## 같이 보기
- 빅 카메라 - 현재
- 야마다 전기 - 현재
- 사쿠라야 - 과거
- 공화국 전투찬가 - 광고, 점내방송
- 가전제품